# No Mercy for You
No Mercy for You är ett studioalbum av det brittiska oi!-punkbandet The Business, utgivet 2001.

## Låtlista
1. "Takers & Users"
2. "Guinness Boys"
3. "Steal This Record"
4. "Code Red"
5. "Hate.K.D."
6. "Belmarsh"
7. "Boys Are Out Tonight"
8. "Class Compromise (...History's Glory)"
9. "No Mercy for You"
10. "Gangland"
11. "Oi the Poet"
12. "Ghetto Youth"
13. "Always"
14. "Anarchy in the Streets"
15. "U Won't Change Me"
16. "Hell 2 Pay"

### Fotnoter
1. ↑  ”No Mercy for You”. Discogs.com. http://www.discogs.com/Business-No-Mercy-For-You/master/39416. Läst 3 maj 2012.